# 池戸駅

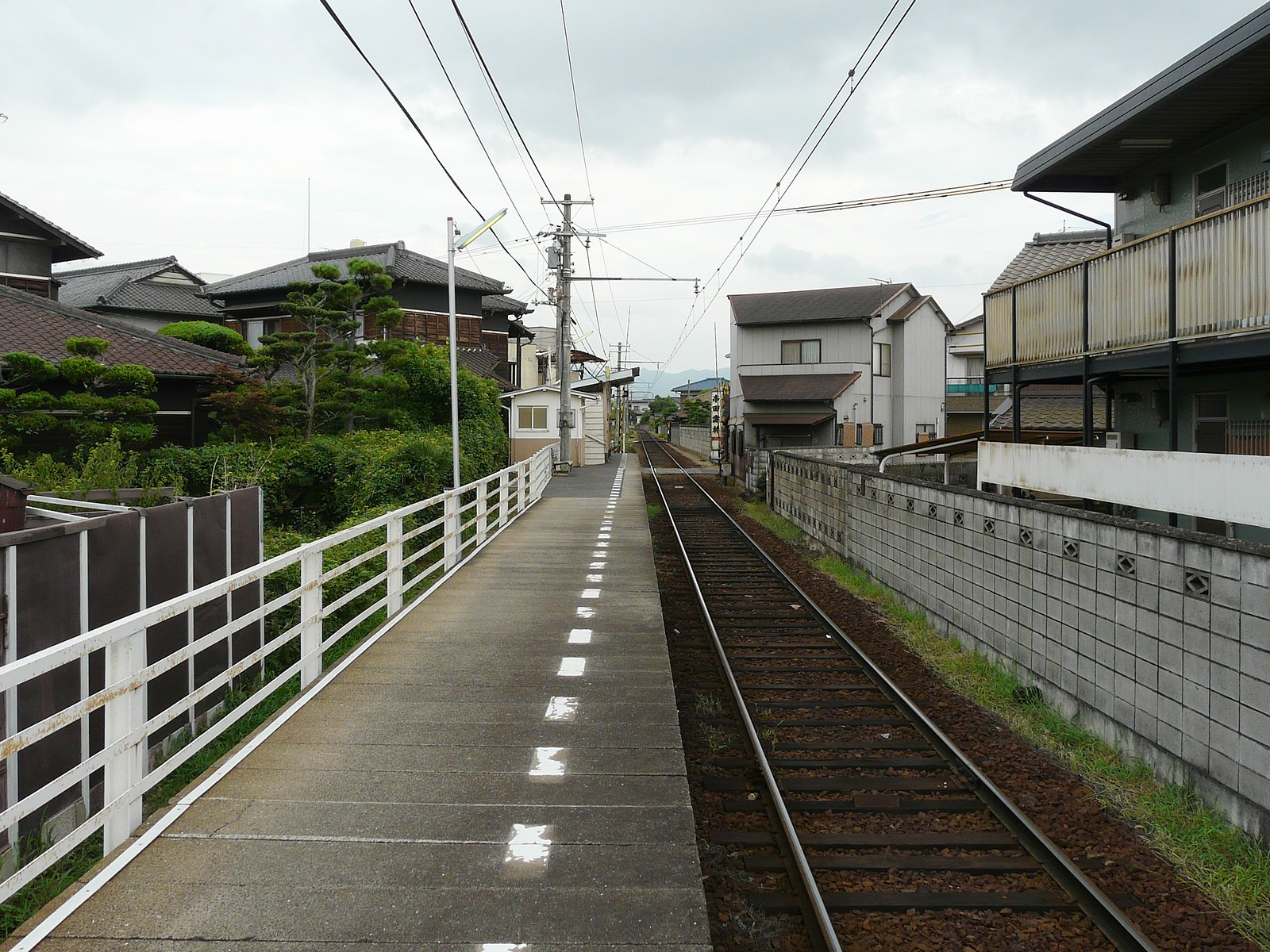
ホーム　高田方より

池戸駅（いけのべえき）は、香川県木田郡三木町大字池戸にある、高松琴平電気鉄道長尾線の駅である。駅番号はN10。

## 駅構造
単式ホーム1面1線を有する地上駅。駅舎はなく、駅入り口は踏切に面している。
IruCaで対応する以前は無人駅であったが、毎年8月第1土、日曜日の「三木町いけのべ七夕まつり」の開催期間のみ、臨時の切符売り場が設けられ、琴電の職員が対応していた。切符売り場は小さな仮設小屋であり、この2日間のみ使用されていたという。

## 利用状況
1日の平均乗降人員は以下の通りである。
| 1日乗降人員推移 | 1日乗降人員推移 |
| 年度            | 1日平均人数     |
| --------------- | --------------- |
| 2011年          | 472             |
| 2012年          | 476             |
| 2013年          | 479             |
| 2014年          | 446             |
| 2015年          | 450             |
| 2016年          | 486             |
| 2017年          | 481             |
| 2018年          | 505             |

## 駅周辺
- 池戸商店街
- 毎年8月第1土、日曜日には「三木町いけのべ七夕まつり」が周辺で行われる。
- 香川大学農学部
- 三木郵便局
- 旧木田郡役所（池戸公民館）
- 池戸バス停

## 歴史
- 1912年（明治45年）4月30日 - 高松電気軌道の駅として開業。
- 1943年（昭和18年）11月1日 - 会社合併により高松琴平電気鉄道長尾線の駅となる。

## 隣の駅
高松琴平電気鉄道
長尾線
高田駅（N09） - 池戸駅（N10） - 農学部前駅（N11）